# いたばしボローニャ絵本館
いたばしボローニャ絵本館（いたばしボローニャえほんかん）は、東京都板橋区常盤台4-3-1にある板橋区立の絵本の図書館である。
板橋区立中央図書館の1階に併設されており、中央図書館の児童コーナーとは同じフロアで繋がっている。条例上は中央図書館とは別の独立した図書館であるが、実際には中央図書館内のボローニャ絵本係が中央図書館の児童サービスといたばしボローニャ絵本館の業務を兼務する形になっている。
イタリアのボローニャで開催されるボローニャ国際児童図書展事務局から寄贈された絵本を中心に、約100か国、約80言語、約30,000冊の絵本を所蔵しており、館内にて閲覧できる。
「ボローニャ・ブックフェア・inいたばし」（世界の絵本展）、「いたばし国際絵本翻訳大賞」（翻訳コンテスト）など海外絵本による事業を行っている。

## 交通
- 東武東上線上板橋駅北口下車 徒歩7分
- 国際興業バス教育科学館バス停下車 徒歩3分

## 沿革

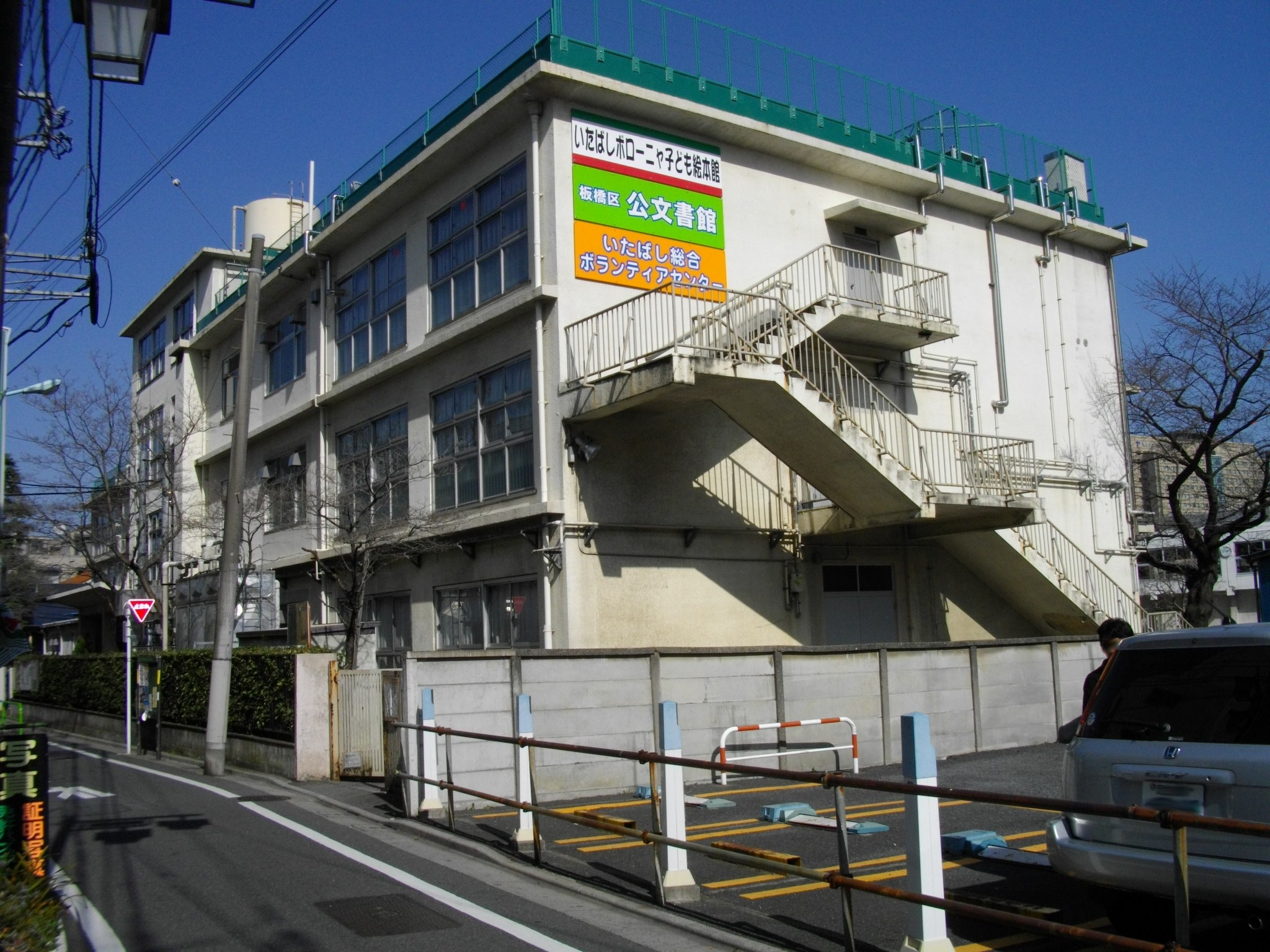
2020年までの旧館（2010年撮影）

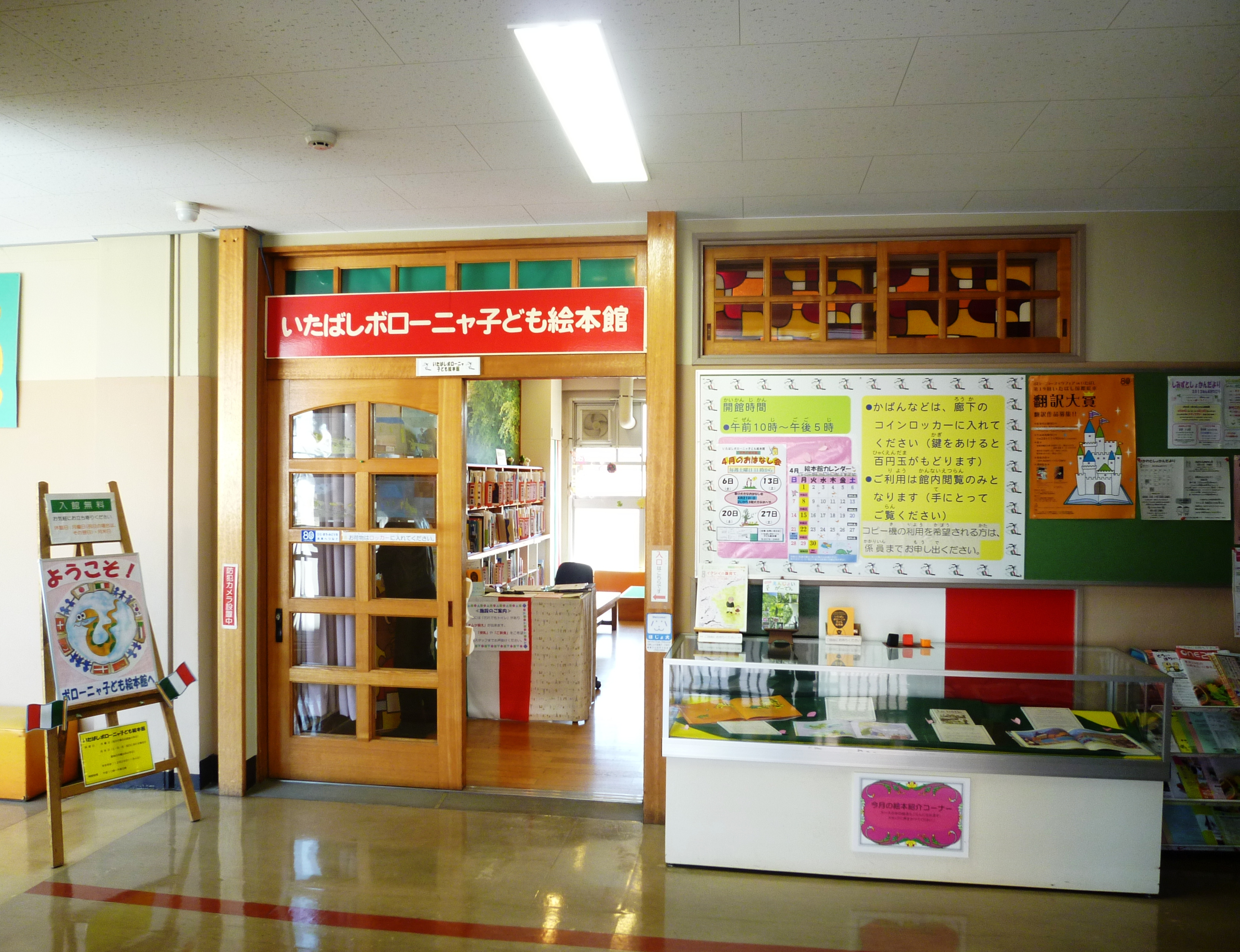
旧館入口（2013年撮影）

1981年（昭和56年）に板橋区立美術館がボローニャ国際児童図書展の日本国内での巡回展を初めて実施し、1989年（平成元年）からは日本におけるコーディネートを担当するようになった。これをきっかけに、1993年（平成4年）から、ボローニャ国際児童図書展が、展示された絵本の一部を板橋区に寄贈するようになった。
2000年（平成12年）8月、第8回「ボローニャ・ブックフェアinいたばし」と第7回「いたばし国際絵本翻訳大賞」が、この回から板橋区立図書館の主催となる。
2004年（平成16年）9月15日、寄贈書が累計2万冊を超えたのを機に、旧板橋第三小学校の建物（東京都板橋区本町24-1）の一部を利用し、板橋区立図書館の一館として「いたばしボローニャ子ども絵本館」を開設した。
その後、板橋区立中央図書館の老朽化にともなう建て替えを機に、いたばしボローニャ子ども絵本館も移転併設することになり、2020年（令和2年）12月20日に旧館を閉館し、2021年（令和3年）3月28日、板橋区立平和公園内に新設された板橋区立中央図書館の1階において「いたばしボローニャ絵本館」として再開した。